# Oughtibridge (album)
oughtibridge is officieel het derde muziekalbum van de Duitse muziekgroep 'ramp, toen ['ramp] geheten. De opvolger van nodular en frozen radios werd voorafgegaan door een privé-uitgave doombient.one, waarvan de titel al aangaf in welke richting de band ging met hun muziek. De rollen in de muziek zijn nu omgedraaid; het is ambient vermengd met elektronische muziek, die nog sporen vertoont van de Berlijnse School voor elektronische muziek. Het album bevat opnamen van het concert dat ‘ramp op 23 juni 2001 gaf in het Jodrell Bank Observatory nabij Macclesfield. Het gehele concert paste niet op één compact disc, dus er is (onhoorbaar) in gesneden, voor het overige is de geïmproviseerde muziek ongemoeid gelaten. Oughtibridge verwijst naar het dorp waar de leden verbleven tijdens de overnachtingen.

## Musici
- Stephen Parsick, Frank Makowski– synthesizers, andere toetsinstrumenten, sampling en programmeerwerk

## Composities
| Nr. | Titel               | Duur |
| --- | ------------------- | ---- |
| 1.  | dron(e)field        |      |
| 2.  | ozone               |      |
| 3.  | oughtibridge        |      |
| 4.  | ascencion           |      |
| 5.  | fibre               |      |
| 6.  | tool                |      |
| 7.  | dune                |      |
| 8.  | lovell              |      |
| 9.  | stern               |      |
| 10. | spinegrinder        |      |
| 11. | you want some more? |      |
| 12. | no hard shoulder    |      |

Het album stond onder supervisie van Cosmic Hoffmann.